# Reintal (Enns)
Reintal ist eine Ortslage im Unteren Ennstal in Oberösterreich und gehört zur Stadtgemeinde Enns im Bezirk Linz-Land.

## Geographie
Der Vorort befindet sich direkt östlich vom Ennser Stadtzentrum. Er liegt am Fuß des Georgenbergs und Stadtbergs direkt an der Enns, auf um die 250 m ü. A. Höhe. Seine Ausdehnung entspricht etwa dem Zug Reintalgasse – Lerchentalgasse. Direkt an der Enns befindet sich bei der B123 (Wiener Berg) und der Ennsbrücke das Areal Ennslände.

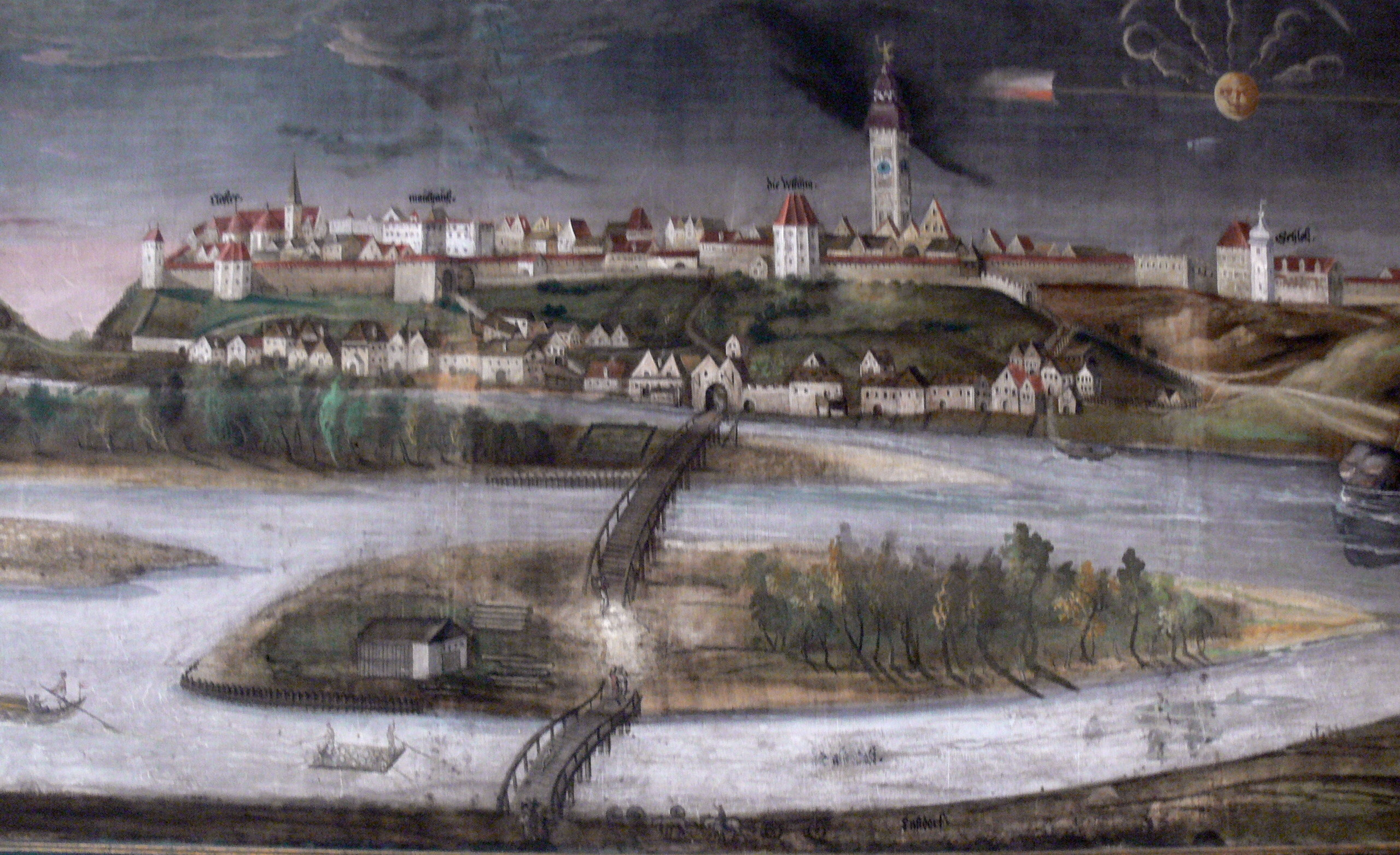
Enns mit Reintal 1553 (Caspar Vischer): Mit dem alten Ennsarm bei Enns und der frühneuzeitlichen Brücke

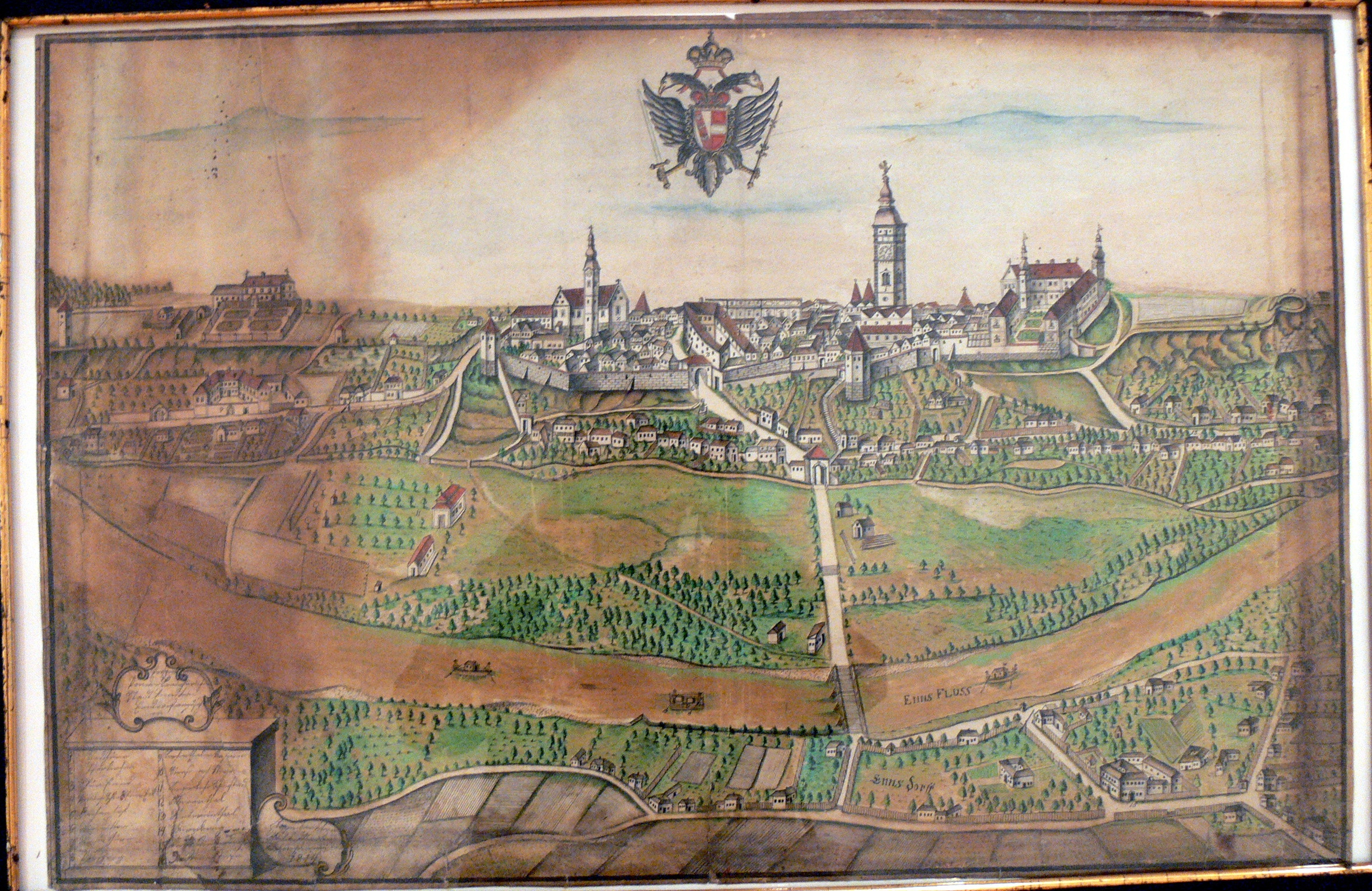
Dasselbe 1814: Der Ennsarm schon verlandet.

| Maria Anger   | Enghagen                                    |                                              |
| Enns-Altstadt | Kompassrose, die auf Nachbargemeinden zeigt | Ennsdorf (Gem. Ennsdorf, Bez. Amstetten, NÖ) |
|               | Lerchental                                  |                                              |

## Geschichte
Reintal ist eine der alten Niederungs-Vorstädte von Enns, dessen Altstadt auf einem Hügelsporn steht.
Der dortige Ennsübergang geht auf die alte Römerbrücke nach Lauriacum zurück, sie befand sich aber nördlich bei der heutigen Eisenbahnbrücke; die Hauptstraße passierte am Nordrand von Reintal westwärts (Linie Stadlgasse).
Die ältere mittelalterliche Brücke bei Reintal wird 1176 erstmals erwähnt, sie dürfte auf Höhe des Nordsporns des Georgenbergs, etwa 200 Meter flussaufwärts von der Eisenbrücke, gelegen haben. 1191 ist auch ein portus (Hafen) genannt. Dort befand sich Niederreintal (Unterreintal).
Der heutige Standort von Brücke und Lände, bei Oberreintal, könnte in die Stadterweiterungsphase um 1340 datieren. Beide Ortsteile sind 1335 erstmals erwähnt.
Um 1400 finden sich auch noch Unter den Fischern unterhalb Ennsegg sowie Bei der Bruck nördlich und In der Gritschen südlich des Wiener Bergs genannt.
Die Enns hatte noch im 16. Jahrhundert einen Nebenarm, der ganz knapp am Stadt- und Georgenberg entlanglief, das heutige Areal Ennslände wird zwischen den beiden Läufen gelegen haben.
Die Ortslage wurde im Spätmittelalter überregional bedeutend. 1319 verlegte Herzog Friedrich die Maut für den donauabwärtigen Salzhandel von Stein bei Krems nach Enns.
Das betraf sowohl die von Passau mit dem Salzburger Salz kommenden Donau-Zillen, als auch die aus dem Salzkammergut, die Traunabwärts von Gmunden über Zizlau bei Linz kamen. 1335 wurde es per Weistum für die Gmundner Schiffer verbindlich, hier anzulanden (die viel ältere Lände der Traunschiffer lag bei Raffelstetten). Diese wehrten sich aber dagegen, das Stück Ennsaufwärts fahren zu müssen.
1340 verlegte dann Herzog Albrecht die Lände der Salzschiffe nach Enghagen direkt an der Donau (heute am IKristeinbach), das bis in die spätere Neuzeit Umschlagplatz blieb.
Ober- und Unterreinthal wurden 1890 als eigene Ortschaften geführt, 1900 nurmehr Reinthal gesamt, 1910 wieder die beiden Teile getrennt. Heue findet sich der Ortsname nurmehr in der Reintalgasse.

## Nachweise
1. 1 2 3  Wiener Stadt- und Landesarchiv, Ludwig Boltzmann Institut für Stadtgeschichtsforschung (Hrsg.): Oberösterreichischer Städteatlas: Enns. (online mapire.eu).
2. ↑  Heinz Cüppers: Eine römische Straßenbrücke über die Enns. In: Bonner Jahrbuch 165, 1965, S. 97–104.
3. ↑  Treffen der Herzöge Heinrich von Bayern und Heinrich Jasomirgott; Angabe in Oberösterreichischer Städteatlas: Enns. Absatz Mit der Aufgabe des Hafens im Reintal …
4. ↑  Regensburger Privileg; Herbert Knittler: Eine Markt- und Zollordnung Herzog Leopolds VI. In: MIÖG 85, 1977, S. 439 ff; 
drsld.: Enns und der Donauhandel um 1200. In: 800 Jahre Georgenberger Handfeste. Ausstellungskatalog, 1986, S. 73 ff.
5. 1 2  Bezüglich der genauen Lage der beiden Teile gibt es zeitgenössisch im 19. Jahrhundert abweichende Angaben: Die Franziszäische Landesaufnahme (um 1830) beschriftet Reinthal am Ostfuß des Georgenbergs; der Franziszäische Kataster (etwa selbe Zeit) beschriftet dort Unter Reinthal, und Ober Reinthal südlich vom Wiener Berg, in einer anderen Fassung Ob:Reinthal ebenda, aber Unt:Reinthal an der Nordostspitze des Georgenbergs; die Franzisco-Josephinische (um 1880) hingegen verortet Ob.-Reinthal an der Nordspitze des Georgenbergs, und Unt.-Reinthal noch nördlich davon (alle Landesaufnahmen online auf Arcanum/Österreichisches Staatsarchiv: mapire.eu; Urmappe als Layer online bei DORIS, diverse Kartenthemen, etwa Erste Landesaufnahmen, Urmappe quality insb. Thema Urmappe oder Kulturatlas).
6. 1 2 3  Oberösterreichischer Städteatlas: Enns. Kartenlegende.
7. 1 2  Willibald Katzinger: Der Salzhandel. In: ooegeschichte.at. Virtuelles Museum Oberösterreich, abgerufen am 8. August 2022 (Auszug aus: Ders.: Vom Handel in alten Zeiten. In: Der Handel in Oberösterreich. Linz 2002).
– die dortige Angabe, die Salzmaut wäre 1319 nach Stein verlegt wurden, ist irrtümlich: Erich Trinks (Bearb.):  Urkunden-Buch des Landes ob der Enns. Band 5. Wien 1868, CCXLV, S. 235 (archive.org): „1319. 23. Februar. Steyr. — K. Friedrich weiset zur Herhaltung der Brücke der Stadt Ens wochentlich zwei Kufen Salz an.“ Angabe in op.cit. Oberösterreichischer Städteatlas: Enns. Ref. 101.
8. ↑  Mathias Puchinger: Von der alten Salzschiffahrt. In: Heimatgaue. Band 9, Linz 1928, S. 2, Spalte 1 (ganzer Artikel S. 2–14, ooegeschichte.at [PDF]; Stichwort Enghagen).
9. ↑  Die Autoren von Oberösterreichischer Städteatlas: Enns vermuten einen mittelalterlichen Schiffskanal von Niederreintal nach Enghagen.
10. ↑  Statistische Central-Commission (Hrsg.): Spezial-Orts-Repertorien. 1890: Gemeinde-Lexikon. 1900; Spezial-Repertorien. 1910;
Angabe in Wilhelm Rausch, Hermann Rafetseder (Hrsg.): Gebiets- und Namensänderungen der Stadtgemeinden Österreichs seit der Mitte des 19. Jahrhunderts. Band 2 von Österreichischer Arbeitskreis für Stadtgeschichtsforschung, Ludwig Boltzmann-Institut für Stadtgeschichtsforschung: Forschungen zur Geschichte der Städte und Märkte Österreichs, Linz 1989, ISBN 978-3-900387-22-8, S. 97.